# 特別搜查部

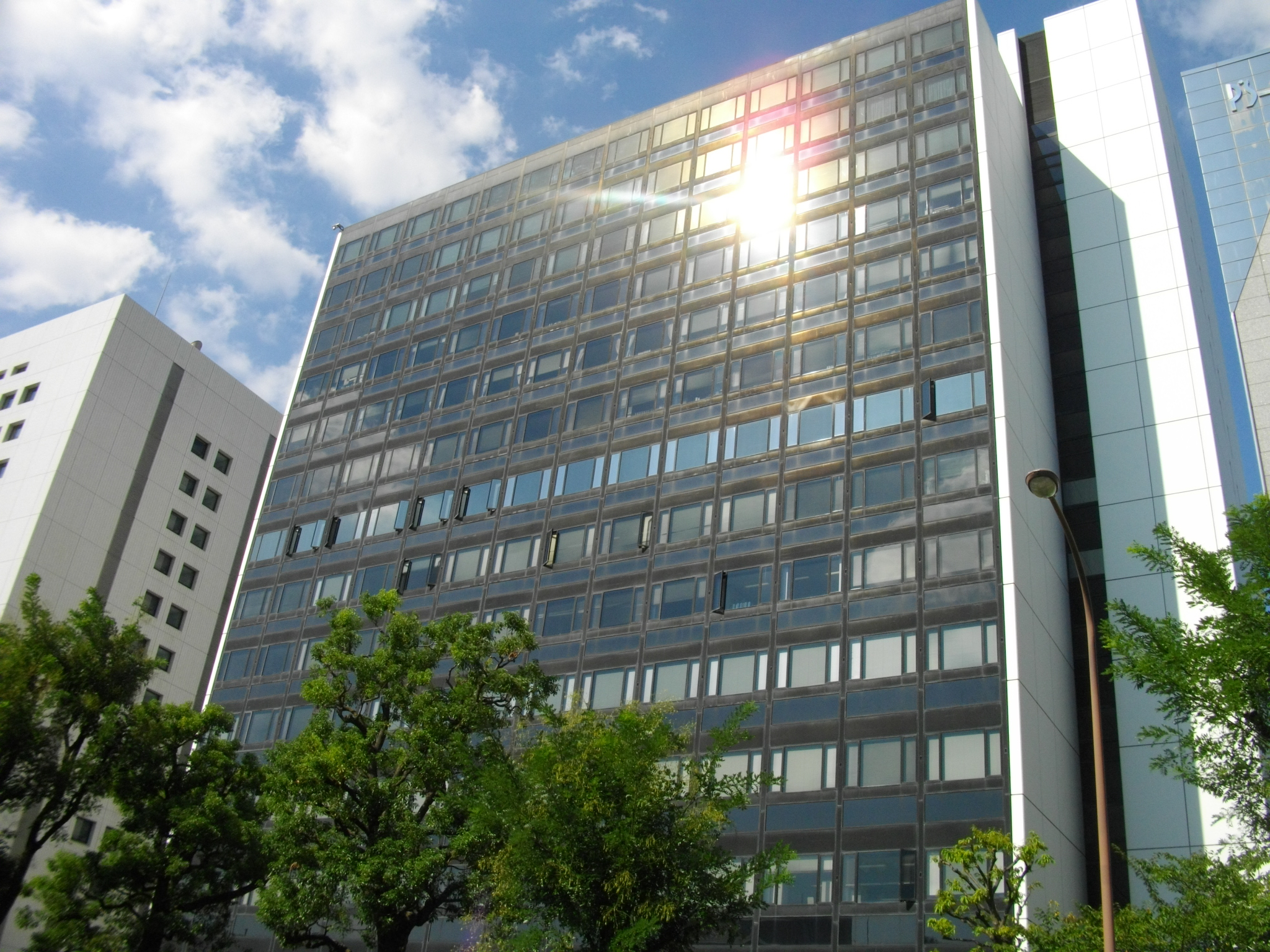
東京地方檢察廳特別搜查部總部位於東京地檢廳總部所在地九段合同廰舍。

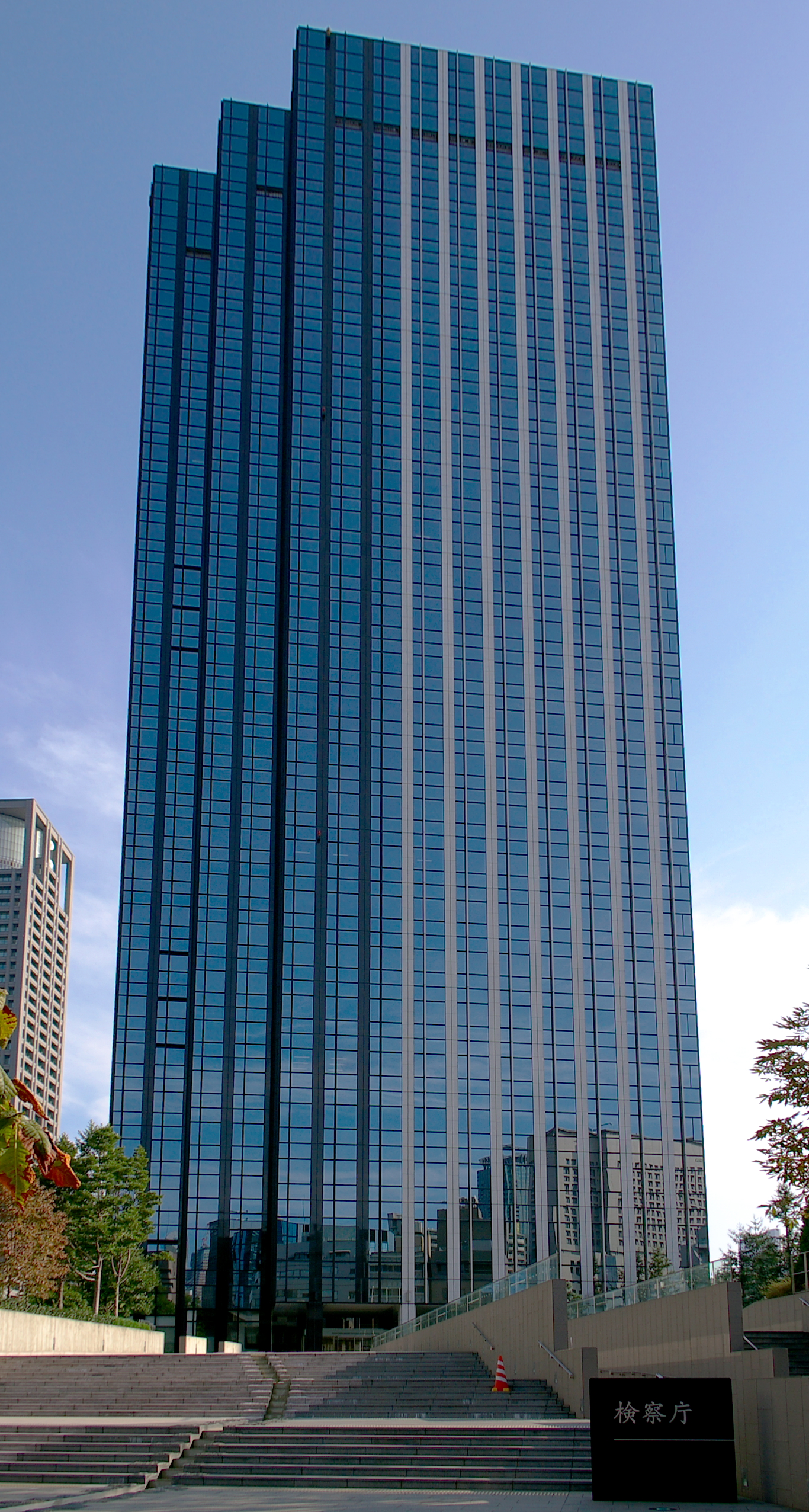
大阪地方檢察廳特別搜查部總部位於大阪中之島合同廳舍。

特別搜查部（日语：／ Tokubetsu Sōsabu），是日本檢察廳轄下的一個部門，在東京（即东京地检特搜部）、大阪和名古屋等地方檢察廳設有該部門。它通常被簡稱為“特搜部”或“特搜”。

## 機構概況
因調查“隱退藏物資事件”為契機而成立的以盟軍最高司令部為主導的“隱匿退藏物資事件調查部”為該部門的前身。
即便在擁有獨立刑事偵查權的日本檢察廳內部，特別搜查部也被作為處理大型案件等需要集中調查的案件的組織而存在。特搜部除了有檢察官（副檢察官）外，還有大量檢察事務官。
在一般刑事案件中，通常由警方偵查並逮捕嫌疑人；但在針對政客貪污、大規模逃稅及金融犯罪的案件時，特別調查部擁有獨立調查權，他們從一開始就介入案件偵查。 但是需要注意的是，在金融犯罪案件中，公正取引委員會對違反《反壟斷法》的案件擁有專屬的告訴權。
特別搜查部部長的地位高於其他部長。據說在地方檢察廳內，特搜部部長是次於檢事正（地方檢察廳最高長官）和次席檢事（地方檢察廳第二高長官）的第三席。
1947年，發生在日本舊軍界與政界和經濟界的貪污事件促使了東京地方檢察廳特別搜查部的誕生。1957年，大阪地方檢察廳特別搜查部成立，東京特搜與大阪特搜並存的時代存續多年。1996年，名古屋地方檢察廳特別搜查部成立，日本全國共計三大特搜部的形態維持至今。針對揭發貪污案件，日本制定了《防止參與操作投標法》（2002年）、《不正當競爭防止法》（2004年修訂）、《舉報人保護法》（2006年）、《一般社團法人與一般財團法人相關法》（2008年）等一系列法律。
除了上述設立了特別搜查部的三地地方檢察廳外，其他地方檢察廳在舊公安部的基礎上設置了兼具特別調查部和公安部職能的特別刑事部（特刑部）。特刑部檢察官基本由原公安部檢察官充任。

## 機構歷史
- 1947年，以調查“隱退藏物資事件（日语：隠退蔵物資事件）”為契機，東京地方檢察廳（日语：地方検察庁）特別搜查部的前身“隱匿退藏物資事件搜查部”正式成立。

- 1949年，隱匿退藏物資事件搜查部改稱為“特別搜查部”。

- 1957年，大阪地方檢察廳（日语：大阪地方検察庁）特別搜查部成立。

- 1996年，名古屋地方檢察廳（日语：名古屋地方検察庁）特別搜查部成立。

## 關聯條目
- 法務省－檢察廳
  - 特別刑事部（日语：特別刑事部）

- 國稅廳（監察部（日语：査察部））

- 公平交易委員會（違規審查部）

- 證券交易監督委員會（日语：証券取引等監視委員会）（特別調查課）

- 刑事部（日语：刑事部）（搜查二課）

- 政客貪污－大型逃稅－金融犯罪

- 國策搜查（日语：国策捜査）

### 出典
1. ↑  高山正之. . 新潮社. 2020: 33. ISBN 9784101346120.
2. ↑  . 日本檢察廳.   [2023-01-19]. （原始内容存档于2023-08-21）.
3. ↑  産経新聞特集部. . 角川書店. 2002: 227. ISBN 9784043548033.

### 文獻
- 佐藤優（日语：佐藤優 (作家)）. . 東京都: 新潮社. 2005. ISBN 9784104752010.

- 三井環（日语：三井環）. . 東京都: 光文社. 2003. ISBN 9784334973919.

- 藤永幸治（日语：藤永幸治）. . 東京都: 講談社. 1998. ISBN 9784061494183.

## 外部連接
- 日本法務省 （页面存档备份，存于）
- 日本檢察廳 （页面存档备份，存于）
- 東京地方檢察廳 （页面存档备份，存于）
- 大阪地方檢察廳 （页面存档备份，存于）
- 名古屋地方檢察廳 （页面存档备份，存于）